# ملاحة جوية

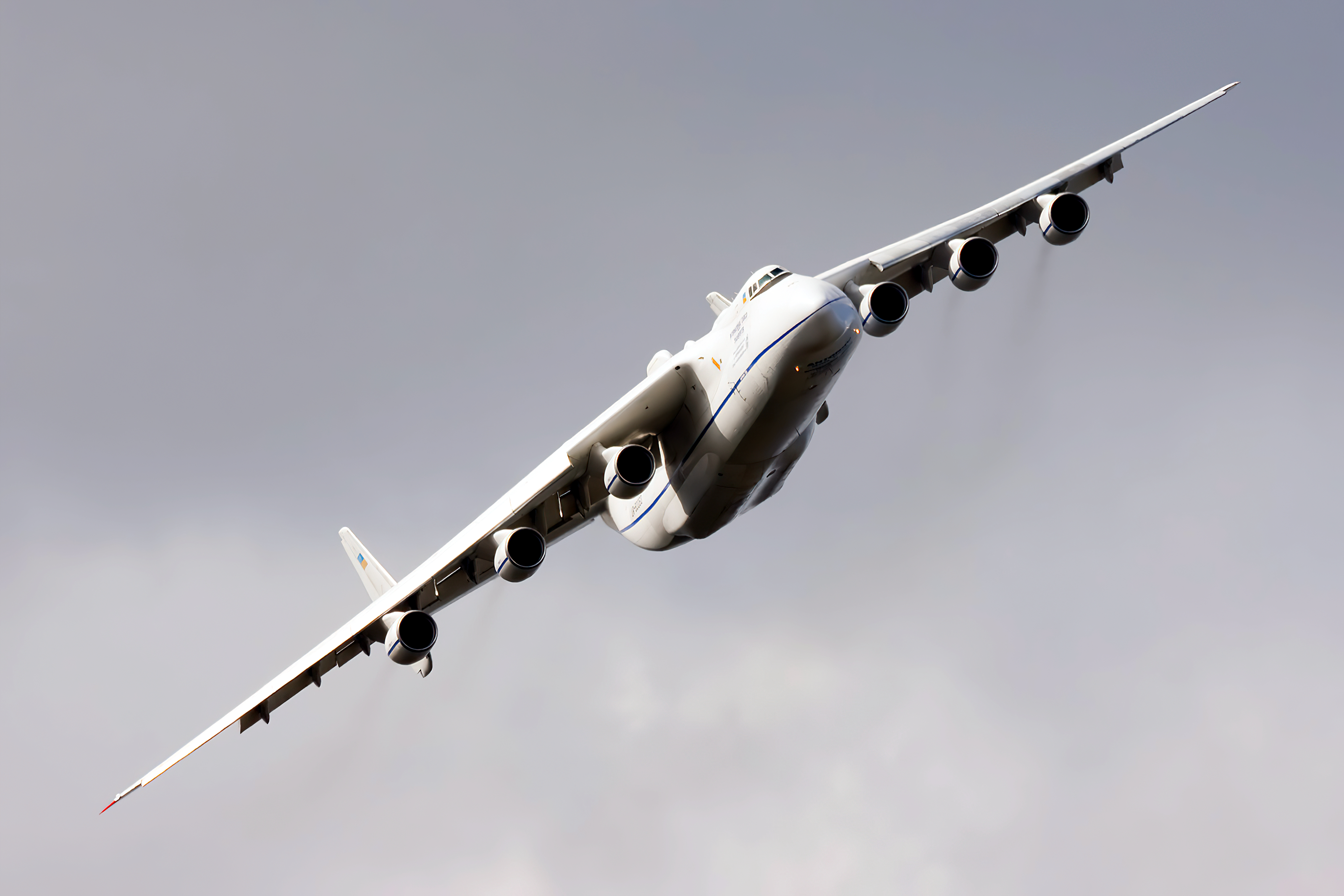
طائرة أنتونوف أن-225 أضخم طائرة على الإطلاق

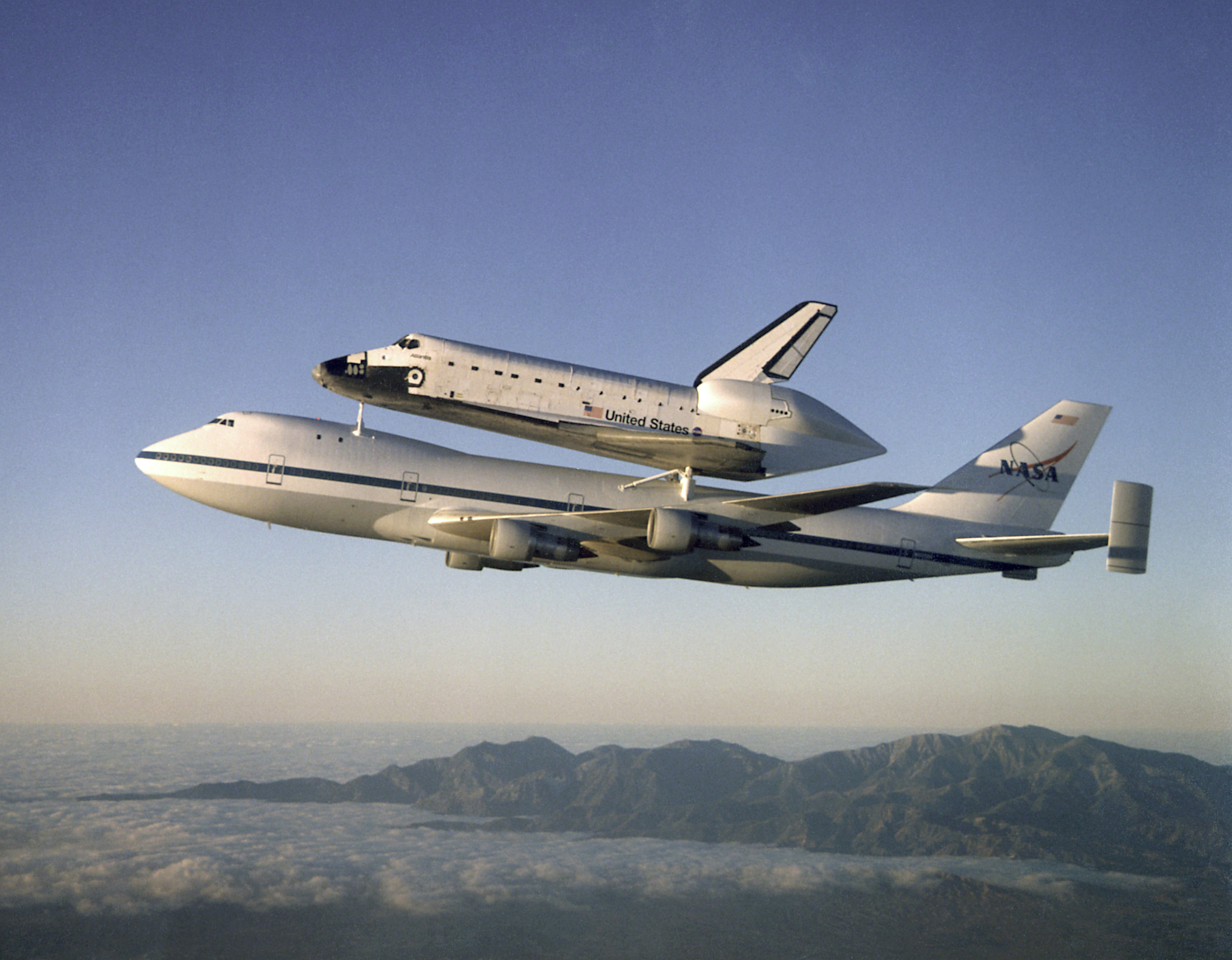
مكوك الفضاء اتلانتس على الطائرة حاملة المكوك

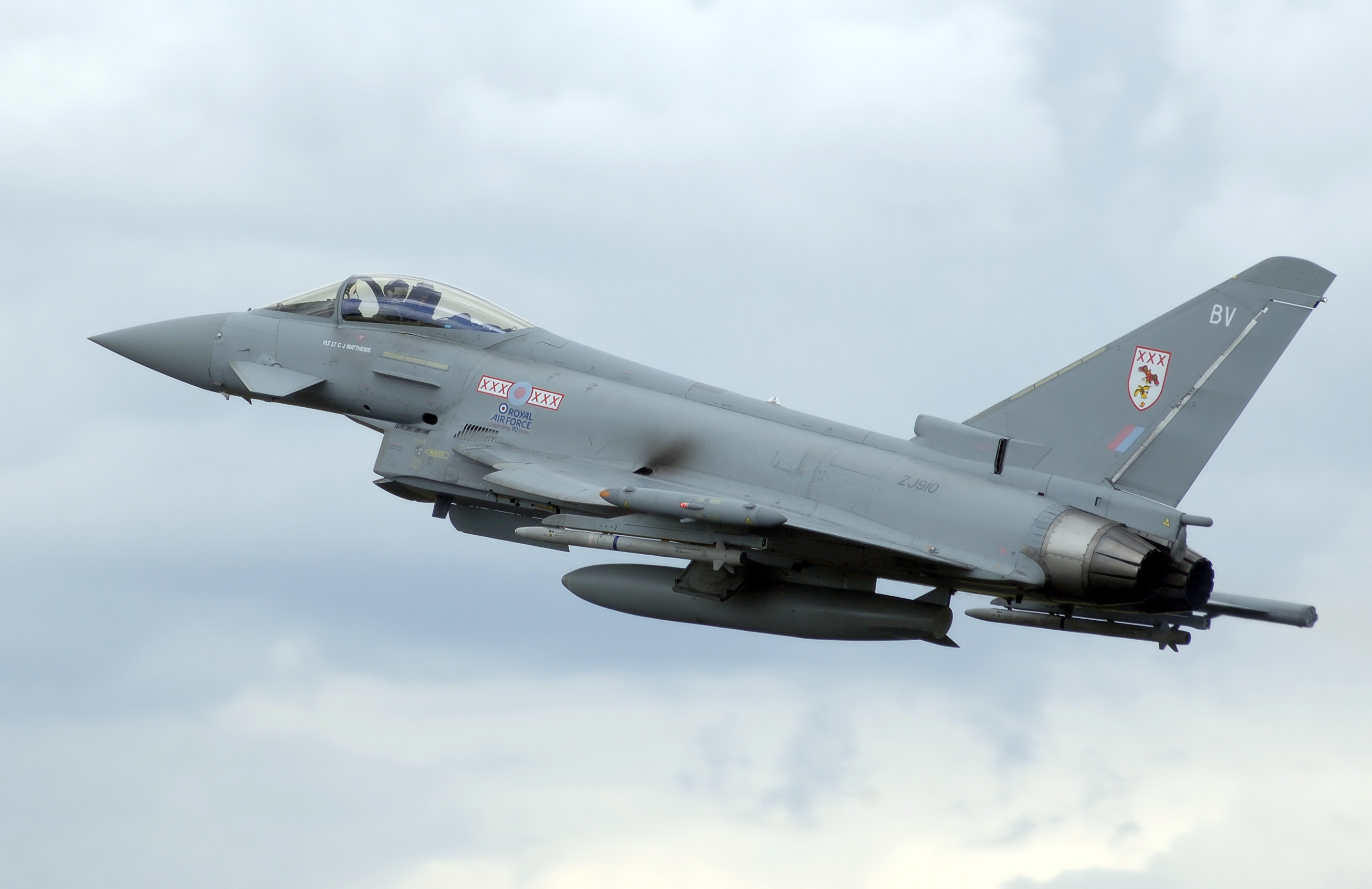
يوروفايتر تايفون

الملاحة الجوية (بالإنجليزية: Air navigation)‏، هو علم يختص بدراسة وتصميم وصناعة آلات الطيران، أو تقنية استخدام الطائرة، والكلمة الإنجليزية (Aeronautics) مأخوذة من كلمة إغريقية aero وتعني الجو أو السماء، وnautis وتعني ملاح، والكلمة ككل تعني ملاح جوي، أو بالمعنى المجازي ملاحة الجو، وتعني أيضا قيادة الطائرة، وإن كان المعنى قد توسع ليشمل كل ما يرتبط بالطيران من تقنية ومهنة أو تجارة. من الأجزاء المهمة بالملاحة هو الجزء التابع للعلوم الفيزيائية ويسمى الديناميكا الهوائية، والذي يتعاطى مع حركة الهواء والطريقة التي يتفاعل بها مع الأجسام خلال حركتها كالطائرة على سبيل المثال. فمصطلح الطيران يتقاطع مع مصطلح الملاحة الجوية، فالملاحة الجوية تضم إليها آلات أخف من الهواء مثل السفن الهوائية. بينما الطيران لا تحتوي ذلك.

## بدايات الملاحة الجوية
أول إشارة إلى الملاحة الجوية كانت خلال النقوش الهيروغليفية بمصر القديمة حيث وجدت رسوم تصف تحليق الطيور. وهناك إشارات أيضا بالصين القديمة، حيث كان الناس يستخدمون الطائرات الورقية منذ آلاف السنين. ولم يكن علماء المسلمين بالعصور الوسطى ببعيدين عن ذلك، حيث استوعبوا الميكانيكية الصحيحة لتحليق الطيور. فقبل أن يبدأ البحث العلمي للملاحة الجوية، كان الناس قد بدؤوا فعلا بالتفكير في طرق بالطيران. ففي العصر اليوناني، صنع ايكاروس ووالده دايدالوس أجنحة من الريش والصمغ وطارا فيها بعيدا عن سجنهما. فإيكاروس طار بعيدا في الهواء حتى اقترب من الشمس، فذاب الصمغ فهوى سريعا إلى البحر فغرق. فعندما بدأ الناس التعلم بكيفية الطيران بدؤوا يفهمون أساسيات الهواء وديناميكية الهواء. فأحد أقدم العلماء الذين درسوا أسس الملاحة الجوية كان عباس بن فرناس حيث تعلم على دينامية الطيران وعمل عليه بعض التجارب، وكان ذلك في قرطبة بالأندلس في القرن الثامن ميلادي. أما أوائل العلماء الأوربيون الذين درسوا الملاحة الجوية فكانا روجر بايكون وليوناردو دافينشي. فدافينشي بحث في كيفية الطيران عند الطيور ورسم مخططات هندسية لما يعرف (أورنثوبتر ornithopter) وهي أقدم آلة طيران في أواخر القرن الخامس عشر، كان ذلك التصميم فاشل عمليا إما بسبب أن القلابات كانت صغيرة مقارنة بحجم آلة الطيران لإنشاء قوة رفع كافية أو ثقيلة ليتمكن الشخص من تحريكها. وقد حذت تلك الأورنوثبتر باهتمام الهواة حتى أنشئوا مايسمى بالطائرة الشراعية أواخر القرن 19.